# Anfitrión

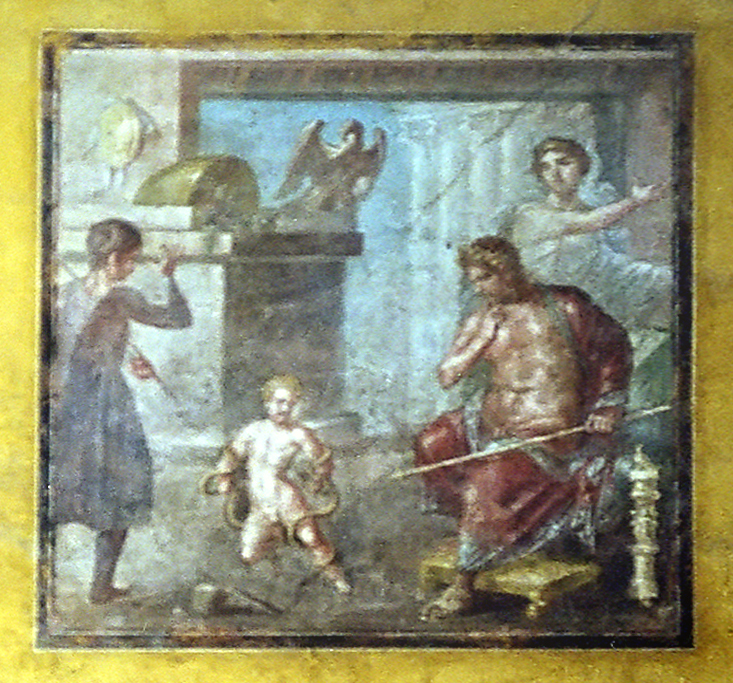
Anfitrión comprueba que es Heracles quien no es hijo suyo al verle matar a las serpientes. Fresco de la Casa de los Vettii (Pompeya).

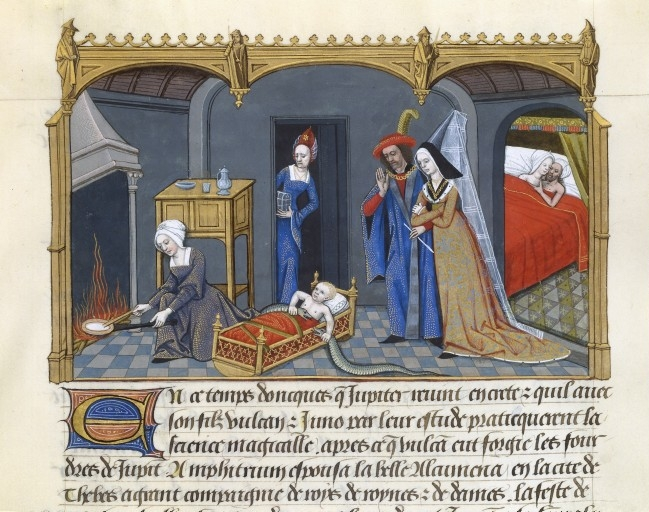
Anfitrión y Alcmena ven a Heracles matar a las serpientes. Ilustración de Robinet Testard (fl. 1470-1531) para la edición de Cognac del de la obra Histoires de Troyes, publicada por primera vez por Raoul Lefèvre en el

Anfitrión (Ἀμφιτρύων) era, según la mitología griega, el hijo de Alceo, rey de Tirinto y de Astidamía, hija de Pélope. Además, era nieto de Perseo y, por lo tanto, bisnieto de Zeus. Otros dicen que su madre era Laónome, hija de Guneo, o bien Hipónome, hija de Meneceo. Se casó con su prima Alcmena, quien le dio a Heracles por obra de Zeus, pero Anfitrión fue el padre de Ificles y de una hija, Laónome.
Reinando Electrión en Micenas llegaron los hijos de Pterelao con algunos tafios y reclamaron el reino de Méstor, su bisabuelo; al no acceder Electrión le robaron el ganado, y cuando sus hijos trataron de impedirlo, los desafiaron y se mataron unos a otros. Pero de los hijos de Electrión se salvó Licimnio, que era aún pequeño, y de los de Pterelao, Everes, que estaba guardando las naves. Algunos tafios escaparon por mar llevándose el ganado sustraído y se lo entregaron a Políxeno, rey de los eleos; Anfitrión lo rescató de Políxeno y lo condujo a Micenas. Electrión, deseoso de vengar la muerte de sus hijos, entregó el reino a Anfitrión, juntamente con su hija Alcmena, haciéndole jurar que la mantendría virgen hasta su regreso, y se dispuso a guerrear contra los teléboas. Pero mientras recogía las vacas, una lo atacó, y Anfitrión le arrojó una clava que tenía en las manos, la cual, rebotando en los cuernos, fue a parar a la cabeza de Electrión y lo mató. Pero otros dicen que Anfitrión no mató involuntariamente a Electrión sino que ambos pelearon a causa del ganado y Anfitrión lo mató voluntariamente.
Esténelo se valió de ello como pretexto para expulsar a Anfitrión de todo Argos y adueñarse del trono de Micenas y Tirinto; mandó llamar a los hijos de Pélope, Atreo y Tiestes, y les entregó Midea. Anfitrión con Alcmena y Licimnio llegó a Tebas, donde, purificado por Creonte, entregó a su hermana Perimede a Licimnio. Alcmena dijo que casaría con Anfitrión después que fuera vengada la muerte de sus hermanos, y Anfitrión, habiéndoselo prometido, se aprestó a luchar contra los teléboas, e invitó a Creonte a ayudarle. Éste convino que pelearía si antes Anfitrión libraba a Cadmea de la zorra teumesia, pues una feroz zorra asolaba la comarca; pero aunque Anfitrión lo intentó, estaba predicho que nadie la cazaría.
Al tiempo que la región era devastada, los tebanos cada mes ofrecían el hijo de un ciudadano a la zorra, que se hubiera apoderado de muchos de no hacerlo así. Anfitrión partió hacia Atenas y persuadió a Céfalo, hijo de Deyoneo, a que, a cambio de una parte del botín de los teléboas, llevase a la cacería al perro Lélape que Procris había traído de Creta, obsequio de Minos; pues también estaba predestinado que todo lo que éste persiguiera lo alcanzaría. Sin embargo, cuando el perro acosaba a la zorra, Zeus transformó a ambos en piedra. Anfitrión, teniendo como aliados a Céfalo de Tórico, en el Ática, a Panopeo de Fócide, a Heleo, hijo de Perseo, de Helos, en la Argólide, y a Creonte de Tebas, asoló las islas de los tafios. Mientras vivió Pterelao no pudo conquistar Tafos; pero Cometo, hija de Pterelao, que se había enamorado de Anfitrión, arrancó el cabello dorado de la cabeza de su padre, y así, al morir Pterelao, Anfitrión se apoderó de todas las islas; luego dio muerte a Cometo, regresó con el botín y entregó las islas a Heleo y Céfalo; éstos fundaron ciudades a las que dieron sus nombres y las habitaron.
Antes de que Anfitrión regresara a Tebas, Zeus se presentó una noche y, haciéndola durar como tres, yació con Alcmena en figura de Anfitrión y le relató lo sucedido con los teléboas. Cuando llegó Anfitrión y vio que su mujer lo acogía sin entusiasmo, le preguntó el motivo, y al decirle Alcmena que a su regreso la noche anterior ya se había acostado con ella, Tiresias le aclaró que la unión amorosa había sido con Zeus. Alcmena concibió dos hijos, de Zeus a Heracles, mayor una noche de Ificles, habido de Anfitrión. Siendo Heracles de ocho meses, Hera, deseosa de matarlo, envió dos enormes serpientes a su cama. Pero otros dicen que Heracles acababa de nacer cuando Hera envió las serpientes. Alcmena llamó en su ayuda a Anfitrión, pero Heracles, incorporándose, las estranguló con las manos. No obstante Ferecides dice que Anfitrión, para averiguar cuál de los hijos era el hijo de Zeus, puso las serpientes en la cama; y como Ificles huyó y Heracles se quedó, supo que aquél era su hijo.
Anfitrión enseñó a Heracles a conducir el carro, Autólico a luchar, Éurito a disparar el arco, Cástor a usar las armas y Lino a tocar la cítara. Éste era hermano de Orfeo y, llegado a Tebas, se hizo tebano; Heracles, enfurecido porque lo había maltratado, lo mató con un golpe de cítara. Cuando fue juzgado por asesinato, citó la ley de Radamantis según la cual quien rechaza a un agresor injusto es inocente, y así fue absuelto. Pero Anfitrión, por miedo a que en otra ocasión hiciera lo mismo, lo envió a cuidar los rebaños. Criado allí, superaba a todos en tamaño y fuerza; por su aspecto estaba claro que era hijo de Zeus, pues su cuerpo medía cuatro codos y tenía brillo de fuego en los ojos; no fallaba un disparo, ni de flecha, ni de lanza. Estando con el ganado, a los dieciocho años, mató al león del Citerón que destruía los bueyes de Anfitrión y Tespio.
Más adelante, cuando Ergino atacó Tebas. Heracles, asumido el mando y con armas recibidas de Atenea, mató a Ergino y puso en fuga a los minias, obligándolos a pagar un tributo doble a los tebanos. Ocurrió que en la batalla murió Anfitrión luchando valerosamente. Radamantis se desposó con Alcmena tras la muerte de Anfitrión.

## Lenguaje
La palabra «anfitrión» ha sido adoptada como sustantivo común cuyo sentido es la persona que acoge a otra en su casa o a su mesa y de buen grado comparte lo suyo, significado que toma de la adaptación del mito que hizo Molière en la obra de teatro homónima, en la que se afirma que el verdadero Anfitrión «es el que nos da de cenar». Además, la palabra «sosias», que designa a una persona con la que tiene gran parecido otra, deriva también de este mito por un personaje de la comedia de Plauto basada en él y llamada asimismo Anfitrión.
Se utiliza el término «complejo de Anfitrión» para referirse a la conducta por la cual algunos individuos facilitan su pareja sexual a otros, con el fin de escalar posiciones, agradar u obtener algún beneficio.
| Predecesor: Alceo | Reyes de Tirinto | Sucesor: Esténelo |